# راسل ديفيس
راسل ديفيس (بالإنجليزية: Russell Davis)‏ (1970، ميزوري في الولايات المتحدة)؛ روائي أمريكي.